# Uluru
Uluru (também conhecido como Ayers Rock ou The Rock - "a rocha") é um monólito situado no norte da área central da Austrália, no Parque Nacional de Uluru-Kata Tjuta perto da pequena cidade de Yulara, 400 km a sudoeste de Alice Springs (25° 20′ 41″ S, 131° 02′ 07″ L). 
É o segundo maior monólito do mundo (depois de Monte Augustus, também na Austrália). Tem mais de 318 m de altura e 8 km de circunferência, e se estende em 2,5 km de profundidade no solo. Foi descrito pelo explorador Ernst Giles em 1872 como "o seixo notável."

## Descrição
Uluru é notável pela sua qualidade de coloração variável de iluminação diversa que ocorre em diferentes horas do dia e do ano, apresentando ao pôr-do-sol uma visão particularmente notável. É feito de arenito impregnado de minerais como feldspato (arenito de arcósio) o que causa a emissão de um brilho vermelho ao amanhecer e ao pôr-do-sol. A pedra obtém sua cor ferruginosa da oxidação.
É sagrada aos aborígenes e tem inúmeras fendas, cisternas (poços com água), cavernas rochosas e pinturas antigas. Ayers Rock era o nome dado a ela por colonos europeus, em homenagem ao primeiro-ministro da Austrália Meridional Henry Ayers. Uluru é o nome aborígene, e desde a década de 1980 foi o nome oficialmente escolhido, embora muitas pessoas, especialmente os não-australianos, ainda chamem de Ayers Rock.

## Turismo
Uluru é adjacente a um assentamento aborígene e a cidade turística de Yulara (cerca de 3000 habitantes). Não está longe de Kata Tjuta (também chamada de Olgas). Foram construídas áreas de observação especiais com acesso pela estrada e amplo estacionamento para dar aos turistas as melhores condições de visão do local tanto ao amanhecer quanto no crepúsculo.

Em 1985 o governo australiano devolveu a propriedade de Uluru aos aborígenes locais, os Anangu (aborígenes) arrendaram então de volta ao Governo Australiano pelo período de 99 anos como Parque Nacional.

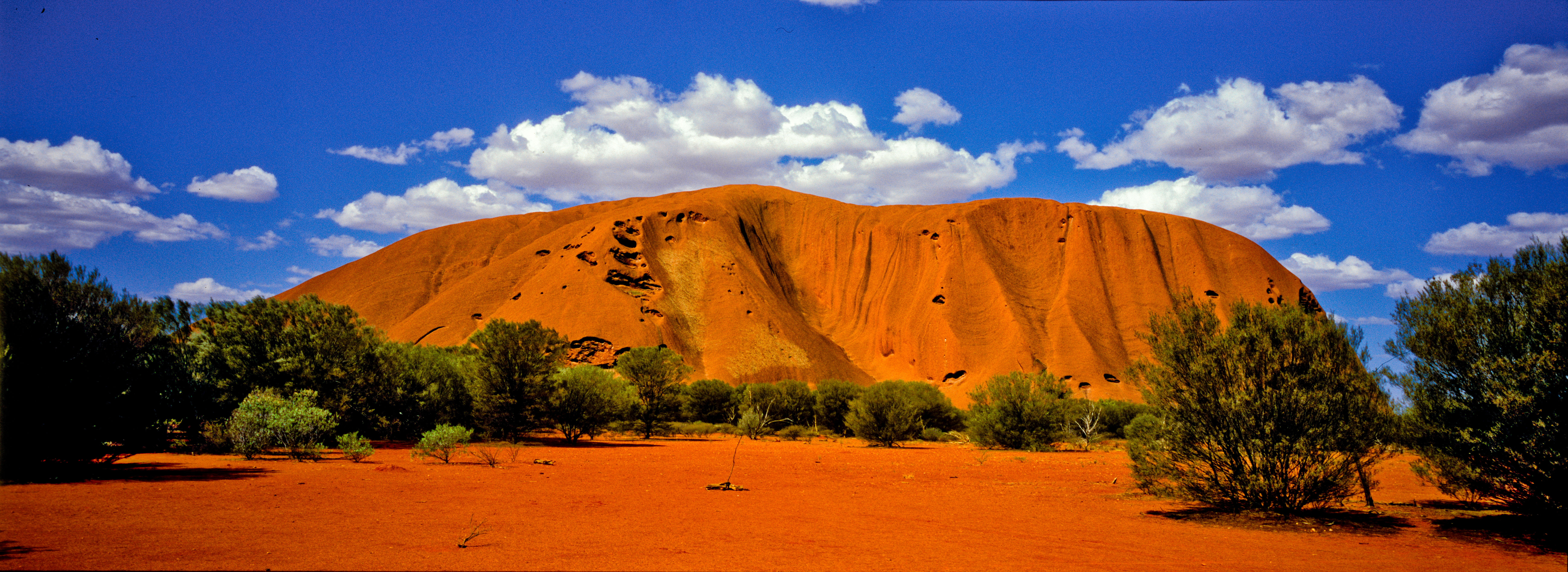
Uluru sob céu parcialmente nublado

Escalar a pedra é uma atração popular para uma grande fração dos muitos turistas que visitam Ayers Rock a cada ano. Uma corda com alça torna a subida mais fácil, mas ainda é uma subida realmente longa e íngreme e muitos escaladores experientes desistem. Há várias mortes por ano como resultado direto de escalar a pedra, principalmente, por motivo de parada cardíaca. Os Anangu consideram a pedra sagrada e prefeririam que visitas não a escalassem. Eles não tentam proibir a escalada, mas tentam persuadir os visitantes a respeitar seus desejos de não o fazerem. Também a fotografia de algumas partes da pedra, inclusive a formação chamada o “Cérebro” não é autorizada.

### Incidente com dingos
Em 1980 ocorreu o desaparecimento do bebê Azaria Chamberlain enquanto ela e os pais acampavam perto de Uluru. A mãe, Lindy Chamberlain, informou que Azaria tinha sido levada por um dingo (espécie de cachorro selvagem do deserto australiano), dando início ao julgamento mais famoso da história australiana, originando até mesmo um filme estrelado pela atriz Meryl Streep.

## Lendas
Há várias histórias de turistas que levaram para casa um pedaço do Monte Uluru e devolveram a lembrança alegando que a peça estaria atraindo má-sorte. Eles dizem que foram amaldiçoados por levar uma parte do monumento, considerado sagrado para os aborígenes. O parque nacional australiano, responsável pela administração do monte, diz receber cerca de um pacote por dia, enviado de várias partes do mundo, com uma amostra do Uluru e um pedido de desculpas.

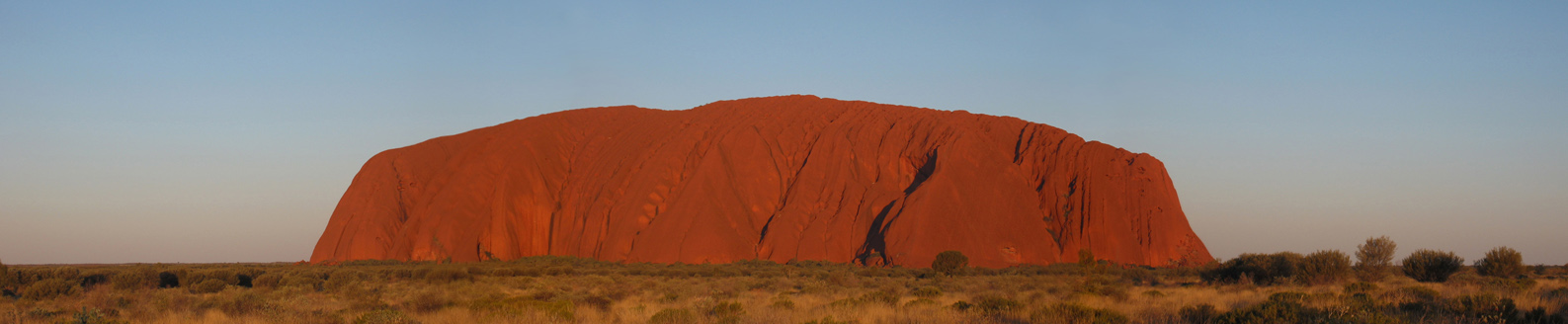
Panorama do Uluru.